# إبراهيم درويش
إبراهيم درويش هو فقيه دستوري مصري، وأستاذ جامعي. يُعَدُّ الأبَ الروحي للمحكمة الدستورية العليا المصرية، وكاتب نصوصها. أسهم في وضع الدستور التركي الجديد في مايو 2011. يُلقِّبه تلاميذه بـ «صانع الدساتير». كرَّمته الولايات المتحدة بمنحه الجنسية الأمريكية الشرفية.

## مؤهلاته العلمية
1. ليسانس حقوق جامعة الإسكندرية.
2. ماجستير في العلوم الإدارية والمالية، جامعة القاهرة.
3. دكتوراه الفلسفة من الولايات المتحدة الأمريكية.

## وظائفه ومناصبه
- عضو مجلس الدولة المنتدب إلى المكتب الفني لرئيس الجمهورية في القاهرة ودمشق أثناء الوحدة حتى نوفمبر 1960.
- ساهم في إنشاء وبناء كلية الاقتصاد والعلوم السياسية.
- مدرس وأستاذ مساعد وأستاذ بكلية الاقتصاد والعلوم السياسية 1965- 1975.
- رئيس قسم العلوم السياسية من 15/11/1981 إلى نهاية مدته في 1984.
- رئيس قسم الدراسات والبحوث السياسية والإسلامية بمركز الدراسات والبحوث الإسلامية (المركز الرئيسي) بجامعة القاهرة 1984.
- مستشاراً قانونياً لجامعة القاهرة بموجب قرار من مجلس الجامعة 1983.
- أنشأ مركزالبحوث والدراسات السياسية بكلية الاقتصاد والعلوم السياسية سنة 1984.
- مقرر لجنة ترقية الأساتذة والأساتذة المساعدين بالمجلس الأعلى للجامعات على مستوى الجامعات المصرية في العلوم السياسية والإدارة العامة 1984- 2002.
- عضو لجنة تعديل وتطوير ميثاق الجامعة العربية برئاسة عبد الخالق حسونه باشا 1969-1970.
- مقرر لجنة وضع دستور سنة 1971.
- مشاركاً في وضع مشروع الدستور التركي مايو 2011
- منتدباً إلى مكتب رئيس مجلس الوزراء إبّان رئاسة السيد/ زكريا محيي الدين 1965.
- منتدباً إلى الهيئة العامة للإستعلام 1966.
- منتدباً إلى الإذاعة والتليفزيون 1966.
- مشاركاً في وضع وصياغة العديد من النظم والقوانين والدساتير في بعض الدول العربية.
- مشاركاً في وضع قانون ونظام جامعة الكويت.
- مُعاراً للمملكة العربية السعودية 1971.
- رئيساً لقسم الإدارة العامة بجامعة الملك عبد العزيز بجدة.
- مقرراً للجنة إعادة تنظيم الجامعات السعودية ومعهد الإدارة العامة 1972.
- مديراً لمركز التنمية الإدارية شعبة الاستشارات الإدارية وإعادة التنظيم 1973- 1977.
- محامياً أمام محكمة النقض والمحكمة الإدارية العليا 1977- حتى الآن.
- مشاركاً في وضع مشروع قانون المحكمة الدستورية العليا 1977 /1978.

د/ إبراهيم درويش كان يقوم قبل وفاته بالتدريس لجميع مراحل الدرجات الجامعية: بكالوريوس وماجستير ودكتوراه في مواد:
القانون الدستوري والرقابة الدستورية في السنة الثالثة بكلية الاقتصاد والعلوم السياسية النظرية الدستورية ماجستير ودكتوراه

## إسهاماته العلمية
- شيد مدرسة علمية متميزة للإدارة العامة في إطار حقلي علم السياسة والقانون العام.
- شيد مدرسة علمية متميزة للقانون الدستوري والرقابة الدستورية بربطهما بعلم السياسة.

## مؤلفاته وآثاره

### أولًا: الكتب
1. الدولة: نظريتها وتنظيمها، الطبعة الثانية، دار النهضة العربية، القاهرة 1969.
2. النظام السياسي: دراسة فلسفية تحليلية، الطبعة الرابعة، دار النهضة العربية،القاهرة، الطبعة الرابعة، 1978.
3. دراسة الإدارة العامة: دار النهضة العربية، القاهرة 1972.
4. النظرية السياسية في العصر الذهبي: دار النهضة العربية، القاهرة 1973.
5. مشكلة الخلافات بين قادة الثورة: دار النهضة العربية، القاهرة 1973.
6. التحليل الإداري: دار النهضة العربية، القاهرة 1973.
7. الإدارة العامة نحو اتجاه مقارن: دار النهضة العربية، القاهرة، الطبعة السادسة 1986.
8. علم السياسة: دار النهضة العربية، القاهرة 1975.
9. الوسيط في الإدارة العامة: النظرية والممارسة: دار النهضة العربية، القاهرة، الطبعة الأولى 1988.
10. التنمية الإدارية: دار النهضة العربية، القاهرة، الطبعة السادسة 1988.
11. المدخل المعاصر إلى وظائف التنظيم: الهيئة العامة للكتاب، القاهرة 1975 (بالاشتراك مع الدكتور/ محمد حسن يس)
12. الوجيز في الإدارة: النظرية والممارسة: دار النهضة العربية، القاهرة، الطبعة الأولى 1988.
13. المشكلة الإدارية وصناعة القرار: الهيئة العامة للكتاب، القاهرة 1975 (بالاشتراك مع الدكتور/ محمد حسن يس)
14. علم السياسة في علاقته بالاقتصاد والإدارة: الهيئة العامة للكتاب، القاهرة 1976.
15. دراسة الحكومات المقارنة: الهيئة العامة للكتاب، القاهرة 1978.
16. الوسيط في الإدارة العامة: طبعة جامعة القاهرة سنة 1995.
17. القانون الدستوري: دار النهضة العربية سنة 1996.
18. القانون الدستوري والرقابة الدستورية: دار النهضة العربية 2004.
19. القانون الدستوري: النظرية العامة والرقابة الدستورية، أسس الدستور المصري بالاشتراك مع الدكتور/ محمد إبراهيم درويش، دار النهضة العربية سنة 2007 -2009.

### ثانيًا: البحوث
1. نظرية الظروف الاستثنائية: مجلة إدارة قضايا الحكومة 1966.
2. نظرية الظروف الاستثنائية في القانون الوضعي: مجلة إدارة قضايا الحكومة 1966.
3. نظرية الظروف الاستثنائية أمام القضاء: مجلة إدارة قضايا الحكومة 1967.
4. الخط الثوري في الصين الشعبية: مجلة السياسة الدولية 1966.
5. تنظيم الدولة: من نظرية السلطة إلى نظرية الوظيفة: مجلة مصر المعاصرة 1968.
6. مشكلة الخلافات في الثورة الصينية: مجلة مصر المعاصرة 1970.
7. السلطة في التنظيم الإداري: مجلة العلوم الإدارية 1972.
8. القيادة الإدارية: مجلة كلية الحقوق بجامعة القاهرة 1973.
9. عملية صنع القرارات: مجلة كلية الحقوق بجامعة عين شمس 1973.
10. إدارة التطور: نهج جديد في الإدارة العامة: مجلة العلوم الإدارية 1974.
11. نحو تأصيل التطور التاريخي للإدارة العامة: مجلة العلوم الإدارية 1974.
12. الاتجاهات الحديثة في تحقيق المسئولية الإدارية: مجلة العلوم الإدارية 1975.
13. المشاكل الإدارية للتنمية الاقتصادية: مجلة العلوم الإدارية 1972.
14. تخطيط التنمية الإدارية: بحث مقدم للمؤتمر العلمي السنوي للمنظمة العربية للعلوم الإدارية المنعقد في الرياض سنة 1978 طبع في الدراسات النظرية: مطابع سجل العرب 1979.
15. الدستور المصري بين التعديل الجزئي والتغيير الكلي: الجمعية المصرية للاقتصاد والتشريع 1984.
16. تغيير لا تعديل للدستور المصري: مجلة الدستورية التي تصدرها المحكمة الدستورية العليا سنة 2007.[2]